# Binne Piet van der Veen
Binne Piet van der Veen (Leeuwarden, 20 december 1916 - aldaar, 10 januari 1981) was van 1956 tot 1963 Tweede Kamerlid voor de VVD.
Binne Piet was een zoon van onderwijzer Thomas van der Veen en Akke Wadman. In 1935 vertrok hij uit Leeuwarden naar Groningen om rechten te gaan studeren en werd lid van Vindicat atque Polit. Hij was van 1946 tot 1948 lid van de Partij van de Arbeid, en werd daarna lid van de VVD.

## Andere functies
- 1933: medeoprichter van de afdeling Leeuwarden van de Vrijzinnig-Democratische Jongeren Organisatie (VDJO)
- 1946-1974: lid van de Provinciale Staten van Friesland
- 1949-1970: plv. kantonrechter in Leeuwarden
- 1959-1963: lid Tweede Kamer der Staten-Generaal

En verder:
- ruim 10 jaar voorzitter van de Woningcorporatie Vereniging voor Volkshuisvesting in Leeuwarden
- gedurende 20 jaar deken van de Orde van Advocaten te Leeuwarden